# Pseudovanilla anomala
Pseudovanilla anomala är en orkidéart som först beskrevs av Oakes Ames och Louis Otho Otto Williams, och fick sitt nu gällande namn av Leslie Andrew Garay. Pseudovanilla anomala ingår i släktet Pseudovanilla och familjen orkidéer. Inga underarter finns listade i Catalogue of Life.